# Sif

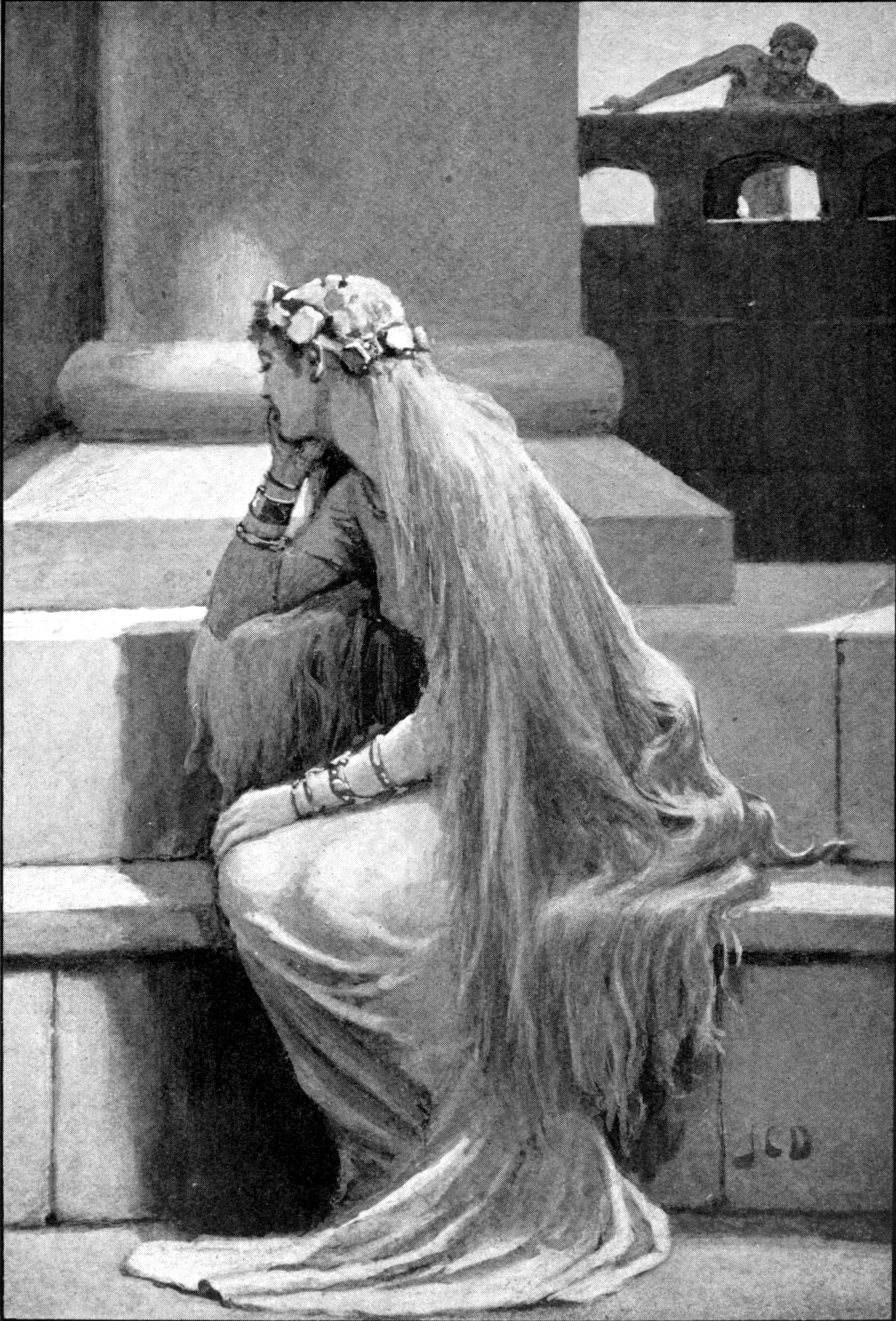
Sif in un'illustrazione di John Charles Dollman

Sif, nella mitologia norrena, è la dèa del grano, delle messi e della terra. Appartenente agli Asi ed è moglie di Thor. È la madre di Þrúðr, avuta da Thor, e di Ullr, che è un figliastro di Thor.

## Etimologia e fonti
Il nome di Sif significa: "Parente" o "Sposa". Il suo nome è usato anche per identificare la Terra nello Skáldskaparmál 87. Sif appare sia nell'Edda in prosa che in quella poetica, e anche nella poesia scaldica, dove l'oro viene spesso definito come "la chioma di Sif".

## Caratteristiche
Era considerata la più bella fra le dee. Snorri la chiama "la sibilla". Era comunque una dea guerriera, talvolta considerata compresa tra le Valchirie (così come la stessa Freyja, incaricata di selezionare gli Einherjar per il Valhalla) e si riteneva che avesse qualche influenza sul destino. Diversi studiosi associano i suoi capelli al grano e alle messi e pertanto pongono questa dea a presiedere i raccolti e la terra fertile. Ad essa erano sacre le bacche di sorbus, per via di una allusione contenuta nel poema epico Beowulf. Quest'ultime erano sacre anche alla dea sami, Ravdna, consorte del dio del tuono (Horagalles nella mitologia sami); da queste due similitudini si tende a considerare le due dee corrispondenti.

## Miti principali
Il Lokasenna narra di come Sif avesse ottenuto i capelli d'oro, che crescevano come se fossero naturali. Il dio della menzogna e dell'inganno Loki, sempre pronto a compiere scherzi malvagi agli altri dei, riuscì a tagliarle i capelli nel sonno e che Thor, infuriato, pretese da Loki, minacciando di ucciderlo, la restituzione a Sif di una chioma bionda dorata e splendente. Loki, per rimediare, riuscì a mettere astutamente in competizione due coppie di nani per chi avessero fabbricato i doni più meravigliosi per gli dei. I nani "figli di Ívaldi" fabbricarono per Sif una nuova chioma dorata ancora più splendente, così come la lancia Gungnir per Odino e la nave Skíðblaðnir per Freyr. Gli dei ottennero invece dai nani Eitri e Brokkr l'anello Draupnir per Odino, il martello Mjöllnir per Thor e il verro d'oro Gullinbursti per Freyr.

## Dediche
- A Sif è stato intitolato il Sif Mons, vulcano del pianeta Venere.
- Sif, analogamente ad altri personaggi della mitologia norrena, compare nei fumetti Marvel Comics come comprimaria delle avventure di Thor.
- Sif, come altri dei norreni, è citata nella saga fantastica Magnus Chase e gli dei di Asgard.
- Il boss del videogioco Dark Souls Sif, Il Grande Lupo Grigio prende il nome dalla divinità norrena Sif